# Saint-Denis-d'Orques
Saint-Denis-d'Orques és un municipi francès situat al departament del Sarthe i a la regió de País del Loira. L'any 2007 tenia 875 habitants.

## Demografia

### Població
El 2007 la població de fet de Saint-Denis-d'Orques era de 875 persones. Hi havia 353 famílies de les quals 116 eren unipersonals (62 homes vivint sols i 54 dones vivint soles), 109 parelles sense fills, 109 parelles amb fills i 19 famílies monoparentals amb fills.
La població ha evolucionat segons el següent gràfic:
Habitants censats

### Habitatges
El 2007 hi havia 471 habitatges, 366 eren l'habitatge principal de la família, 68 eren segones residències i 36 estaven desocupats. 456 eren cases i 14 eren apartaments. Dels 366 habitatges principals, 241 estaven ocupats pels seus propietaris, 117 estaven llogats i ocupats pels llogaters i 8 estaven cedits a títol gratuït; 5 tenien una cambra, 34 en tenien dues, 67 en tenien tres, 114 en tenien quatre i 147 en tenien cinc o més. 241 habitatges disposaven pel capbaix d'una plaça de pàrquing. A 180 habitatges hi havia un automòbil i a 144 n'hi havia dos o més.

### Piràmide de població
La piràmide de població per edats i sexe el 2009 era:
| Homes | Edats   | Dones |
| ----- | ------- | ----- |
| 0     | 95 o +  | 0     |
| 8     | 90 a 94 | 20    |
| 0     | 85 a 89 | 12    |
| 8     | 80 a 84 | 16    |
| 20    | 75 a 79 | 28    |
| 24    | 70 a 74 | 24    |
| 28    | 65 a 69 | 32    |
| 12    | 60 a 64 | 28    |
| 32    | 55 a 59 | 16    |
| 28    | 50 a 54 | 28    |
| 28    | 45 a 49 | 20    |
| 8     | 40 a 44 | 16    |
| 32    | 35 a 39 | 24    |
| 36    | 30 a 34 | 20    |
| 36    | 25 a 29 | 28    |
| 20    | 20 a 24 | 16    |
| 16    | 15 a 19 | 12    |
| 28    | 10 a 14 | 20    |
| 28    | 5 a 9   | 24    |
| 16    | 0 a 4   | 16    |

## Economia
El 2007 la població en edat de treballar era de 481 persones, 353 eren actives i 128 eren inactives. De les 353 persones actives 307 estaven ocupades (162 homes i 145 dones) i 46 estaven aturades (22 homes i 24 dones). De les 128 persones inactives 60 estaven jubilades, 37 estaven estudiant i 31 estaven classificades com a «altres inactius».

### Ingressos
El 2009 a Saint-Denis-d'Orques hi havia 367 unitats fiscals que integraven 854 persones, la mediana anual d'ingressos fiscals per persona era de 14.171 €.

### Activitats econòmiques
Dels 36 establiments que hi havia el 2007, 2 eren d'empreses extractives, 1 d'una empresa alimentària, 2 d'empreses de fabricació d'altres productes industrials, 7 d'empreses de construcció, 6 d'empreses de comerç i reparació d'automòbils, 4 d'empreses de transport, 4 d'empreses d'hostatgeria i restauració, 1 d'una empresa d'informació i comunicació, 1 d'una empresa financera, 2 d'empreses immobiliàries, 3 d'empreses de serveis i 3 d'empreses classificades com a «altres activitats de serveis».
Dels 11 establiments de servei als particulars que hi havia el 2009, 1 era una oficina bancària, 4 tallers de reparació d'automòbils i de material agrícola, 1 paleta, 1 lampisteria, 1 electricista, 1 empresa de construcció, 1 perruqueria i 1 restaurant.
Dels 2 establiments comercials que hi havia el 2009, 1 era una fleca i 1 una carnisseria.
L'any 2000 a Saint-Denis-d'Orques hi havia 41 explotacions agrícoles que ocupaven un total de 2.592 hectàrees.

## Equipaments sanitaris i escolars
El 2009 hi havia 2 escoles elementals.

## Poblacions més properes
El següent diagrama mostra les poblacions més properes.